# كأس إيطاليا 1985–86
كأس إيطاليا 1985–86 (بالإيطالية: Coppa Italia 1985-1986)‏ هو الموسم 39 من كأس إيطاليا. أقيم خلال الفترة 21 أغسطس 1985 وحتى 14 يونيو 1986، وأشرف على تنظيمه اتحاد إيطاليا لكرة القدم، وكان عدد الأندية المشاركة فيه 48، وفاز فيه نادي روما.